# Rondotia melanoleuca
Rondotia melanoleuca — вид лускокрилих комах родини шовкопрядів (Bombycidae). Відкритий у 2024 році.

## Відкриття та поширення
Кілька жовтих личинок з чорними плямами були виявлені в дикій природі китайських провінцій Сичуань і Юньнань, а потім вирощені в неволі. Вирощені дорослі особини демонстрували вражаючий чорно-білий малюнок крил, і було вияснено, шо вони однозначно представляють новий вид, описаний як Rondotia melanoleuca. 
Припускають, що вид може бути широко поширеним у гірських широколистяних лісах обох провінцій. Також, через наявність подібних середовищ, науковці припускають, що вид також може бути знайдений на півночі півострова Індокитай, наприклад, у М'янмі, Лаосі та В'єтнамі.